# Cuxhaven
Cuxhaven (in basso tedesco Cuxhoben) è una città della Bassa Sassonia, in Germania, abitata da circa 51.000 persone. È situata sulla costa del Mare del Nord alla foce del fiume Elba. Cuxhaven copre un'area larga 14 km, da est a ovest, e lunga 7 km, da nord a sud. È il capoluogo del circondario di Cuxhaven ed è una popolare meta turistica sul Mare del Nord.
Cuxhaven si fregia del titolo di "Grande città indipendente" (Große selbständige Stadt). Nella chiesa di San Giacomo, presso la frazione di Lüdingworth, è presente un pregevole organo monumentale. Anche la chiesa di San Nicola ad Altenbruch conserva un prestigioso organo.

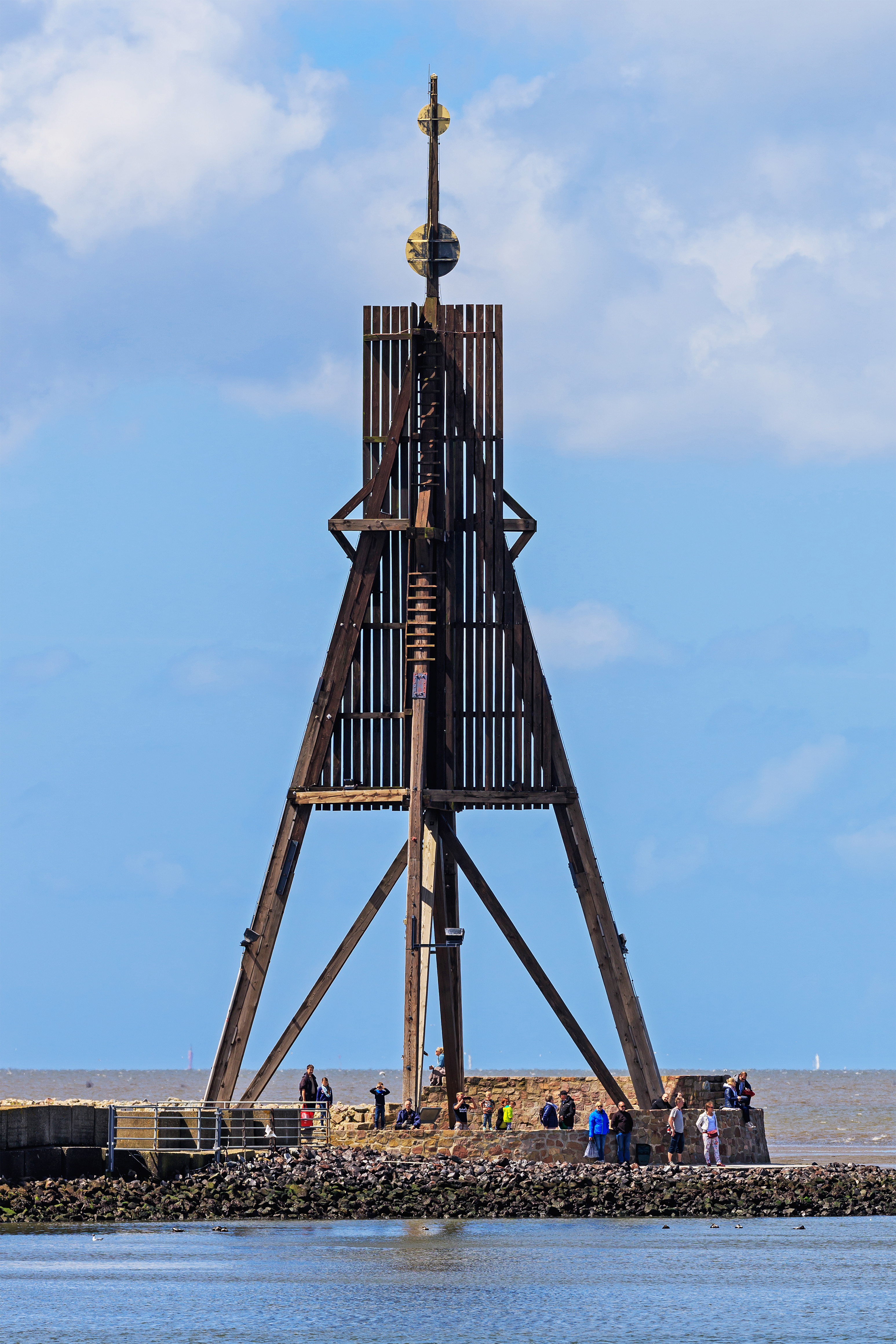
Kugelbake

## Storia
Cuxhaven è relativamente giovane: infatti divenne città il 15 marzo 1907.
Nel 1937 la cosiddetta "legge sulla Grande Amburgo" decretò la cessione della città di Cuxhaven dal Land di Amburgo alla Prussia.

## Amministrazione

### Gemellaggi

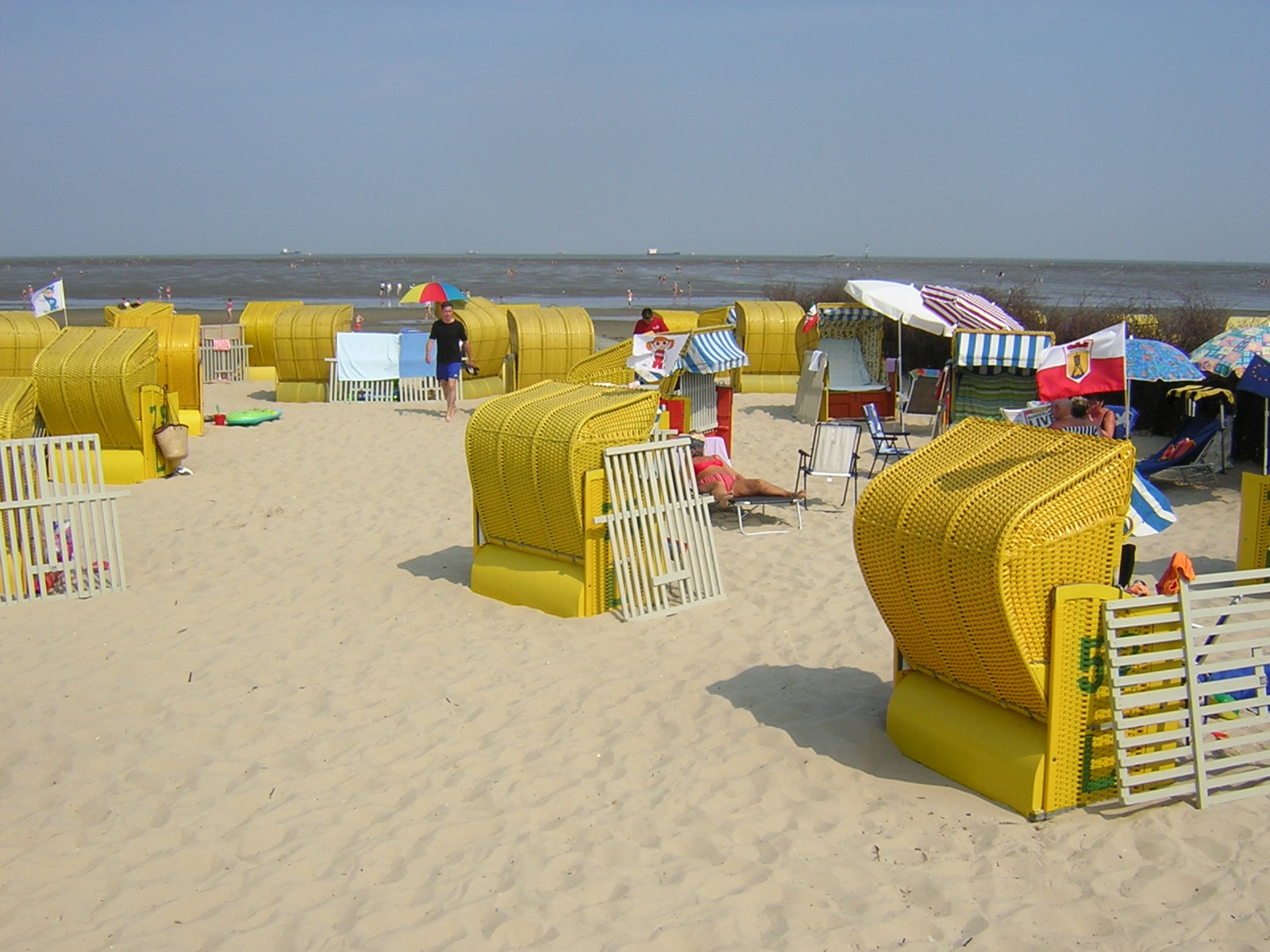
La spiaggia di Cuxhaven, con i tipici Strandkörbe, gli "ombrelloni" tedeschi

Cuxhaven è gemellata con:
- Nuuk
- Vannes
- Penzance
- Hafnarfjörður
- Ílhavo
- Binz
- Sassnitz
- Vilanova de Arousa
- Murmansk
- Piła